# Vuelo 46 de Downeast Airlines
El 30 de mayo de 1979, El Vuelo 46 de Downeast Airlines hacía un vuelo programado en los Estados Unidos desde el Aeropuerto Internacional Logan de Boston a Rockland, en Maine, operado por Downeast Airlines cuando el de Havilland Canada DHC-6 Twin Otter que operaba el vuelo se estrelló durante una aproximación de no precisión al Aeropuerto Regional del Condado de Knox de Rockland. Todas menos una de las 18 personas a bordo murieron.
El accidente del vuelo 46 es actualmente el más mortífero ocurrido en el estado de Maine.En el momento del accidente, la tripulación había descendido el Twin Otter por debajo de la altitud mínima de descenso para poder ver la pista en medio de una densa niebla.

## Aeronave
La aeronave era un De Havilland Canada DHC-6-S200 Twin Otter propiedad de Downeast Airlines.

## Tripulación
En el momento del accidente, el capitán, James Merryman, de 35 años, era el piloto jefe de Downeast Airlines y era el responsable de contratar, seleccionar y brindar el entrenamiento a los nuevos pilotos de la aerolínea. En ese momento, Merryman tenía 17 años de experiencia como piloto, pero menos de un año cuando lo nombraron piloto jefe. 
El primer oficial, era George Hines, de 39 años, había estado en la aerolínea durante dos meses y solo había volado aviones monomotor antes de unirse a Downeast Airlines.

## Accidente
El vuelo 46 despegó del Aeropuerto Internacional Logan en Boston con un retraso de 65 minutos debido a las condiciones climáticas adversas encontradas durante un vuelo realizado anteriormente en ese día.
Alrededor de las 8:30 p.m., la tripulación, solicitó información sobre las condiciones climáticas en Rockland y la de varios aeropuertos en caso de que el vuelo no lograra aterrizar. Luego se informó a los pilotos de la presencia de un techo de nubes a una altitud de 300 pies (91 m), así como de una espesa niebla, que reducía la visibilidad a 1,2 km. La noche del accidente había poca visibilidad en los alrededores de Rockland.La niebla era muy común en el Aeropuerto Regional del Condado de Knox debido a su posición de la península en la Bahía de Penobscot.El observador meteorológico del aeropuerto utilizó marcadores al norte y al oeste del aeropuerto para determinar la visibilidad, pero las aproximaciones se hacían desde el sur hasta la pista 3 del aeropuerto. La trayectoria de aproximación era sobre el Océano Atlántico, y la niebla suele ser más espesa sobre el mar que en la tierra.En la noche del accidente, la pista 3 tenía un conjunto de luces estroboscópicas intermitentes que conducían a la pista y que pueden ser activadas por la tripulación o por el personal de la aerolínea en el aeropuerto.
Luego, el controlador de aproximación en la Estación Aérea Naval de Brunswick autorizó el vuelo a descender a 3000 pies (914 m). A las 8:42 p.m., el vuelo 46 recibió autorización para aproximarse a la pista 03 de Richmond. La última transmisión por radio tuvo lugar cuando la tripulación señaló el inicio de la fase de aproximación, desde la baliza no direccional (NDB) de Spruce Head.
Luego, el Twin Otter impactó bruscamente contra los árboles a 80 pies (24 m) sobre el suelo con su ala izquierda y continuó hundiéndose en los árboles antes de detenerse de lado, invertido sobre su lado izquierdo, al sur-suroeste del umbral de la pista 03, y a unos cien metros del punto inicial del impacto.
De los 16 pasajeros y 2 tripulantes que iban a bordo del avión, todos menos uno fallecieron en el accidente. John McCafferty, de 16 años, regresaba de Florida y sus padres lo esperaban en el aeropuerto de Owls Head. Sentado en la parte trasera del avión, McCafferty vio brevemente unos árboles a través de la niebla justo antes del choque. Después del impacto, pudo salir a rastras de los restos con un brazo y una pierna rotos. También tenía el cuero cabelludo arrancado de la frente.
Treinta años después, McCafferty todavía tenía pesadillas relacionándolo con estrés postraumático. McCafferty dijo:

"Nadie quería que ocurriera ese accidente. Es una pena que haya ocurrido. Cambió la vida de muchas personas (...). 

Es una sensación horrible. A veces siento que me persiguen. Como si hubiera gente a mi alrededor que no veo. Hay un Dios, te lo puedo asegurar."

## Investigación

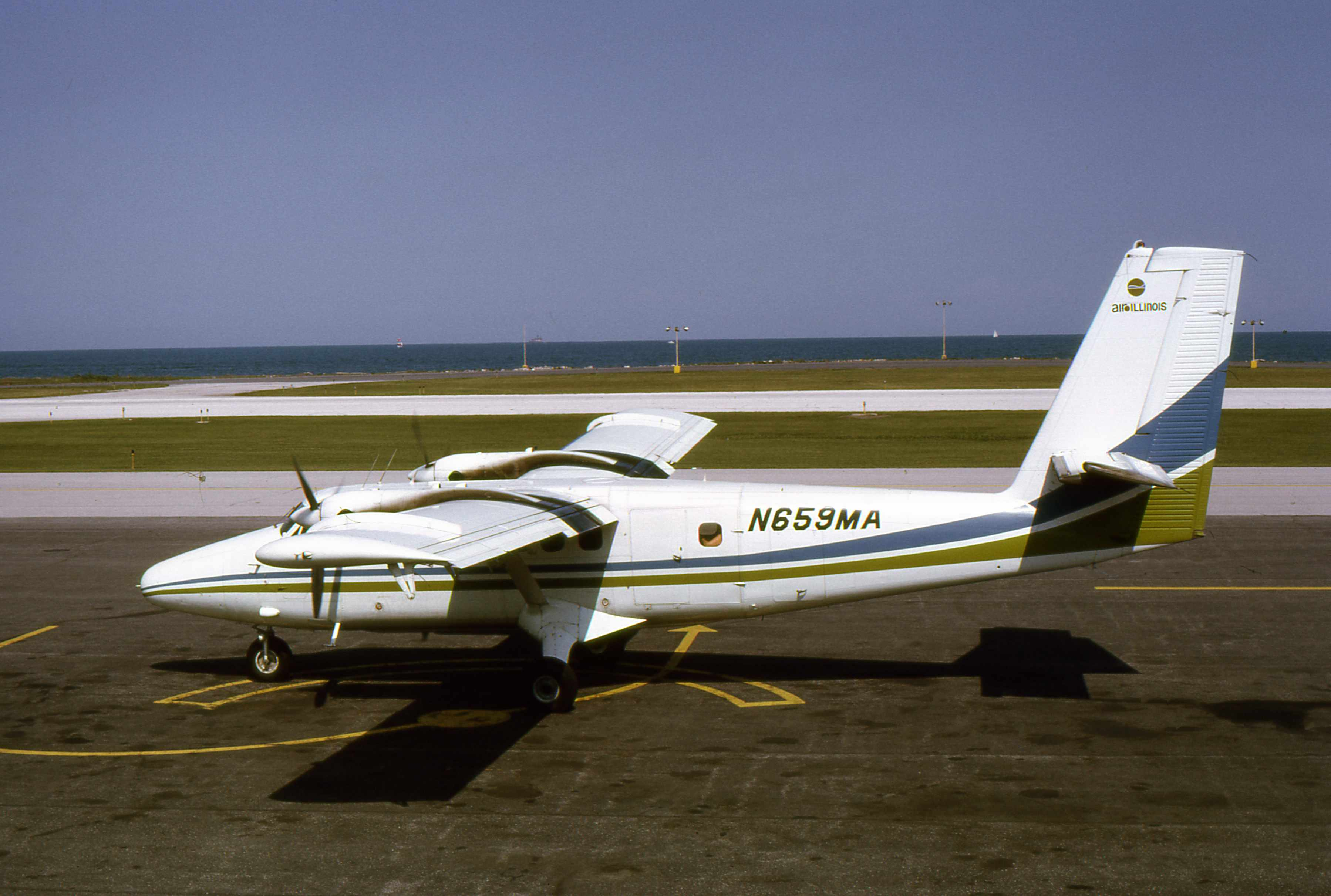
La aeronave involucrada en el accidente fotografiada en 1973, mientras operaba para Air Illinois.

Los investigadores descubrieron que el de Havilland Canada DHC-6-S200 Twin Otter involucrado en el accidente, tenía el motor derecho con un funcionamiento cuestionable, ya que funcionaba a mayor temperatura y consumía tasas excesivas de combustible en vuelo que el motor izquierdo. Además del alto flujo de combustible y la temperatura del aceite en el motor derecho, el avión tenía una iluminación deficiente en la cabina durante la noche. Los vuelos de observación de los investigadores de la Junta Nacional de Seguridad en el Transporte (NTSB) descubrieron que los errores en los ajustes de los flaps debido a la mala iluminación eran comunes en los Twin Otter durante los vuelos nocturnos. El área alrededor del control de flaps en la parte superior no estaba iluminada; y el indicador de posición de los flaps en el poste central del parabrisas estaba mal iluminado hasta el punto de ser apenas visible. Algunas de las luces en los indicadores del motor habían sido reemplazadas incorrectamente con bombillas rojas, en lugar de blancas, lo que dificultaba la visión de los indicadores. Los pilotos habían solicitado al personal de mantenimiento que estandarizara el uso de un solo color de bombilla, pero esto no se había hecho en el momento del accidente. Entre los pilotos de Downeast Airlines, se habló de que el altímetro del primer oficial se había atascado y que indicaba una diferencia de altitud de hasta 100 pies (30 m) en comparación con el altímetro del piloto durante el descenso y el ascenso. No había un registro formal del problema del altímetro en los libros de registro del Twin Otter, pero se les dijo a los investigadores que se había revisado durante una inspección previa no se habían encontrado defectos.
Los investigadores entrevistaron a los  amigos y familiares del capitán Merryman, y dijeron a los investigadores que en las semanas previas al accidente, el capitán presentaba síntomas de estrés extremo. 
Luego, los investigadores descubrieron que el copiloto Hines había tenido problemas con las aproximaciones instrumentales en aterrizajes previos en el pasado, incluyendo velocidades durante los descensos excesivos hacia las pistas.
El examen de los cuerpos de los miembros de la tripulación después del accidente determinó que el primer oficial probablemente estaba volando el Twin Otter en el momento del accidente, ya que, por el fuerte impacto, tenía un pulgar roto en la mano.

### Deficiencia de Downeast Airlines
Downeast Airlines fue fundada por Robert Stenger en la década de 1960.Originalmente, Stenger hacía la mayoría del trabajo en toda la aerolínea, volaba, reabastecía y cargaba el equipaje de los pasajeros en el avión y su esposa vendía los billetes de la aerolínea.A medida que la aerolínea crecía, Stenger contrataba más pilotos y adquirió más equipo de servicio, pero por el trabajo extra de gestionar todo, no era capaz para gestionar, entrenar y administrar al personal.Además, la aerolínea tenía problemas para contratar pilotos con experiencia en volar con condiciones climáticas adversas que se encontraba frecuentemente en el área de Maine.El comandante en jefe de la policía retirado de Rockland, Alfred Ockenfels, que volaba para Downeast, dijo:

"Stenger era una persona que no soportaba a los tontos con gusto; te ladraba... pero nunca le decía a nadie que bajara de los mínimos [de altitud]".

El resto de los pilotos de Downeast Airlines expresaron su preocupación por el estado mental de Stenger, ya que varios pilotos habían presenciado que Stenger tomaba cualquier retraso o problema externo como un ataque personal o un ataque contra la empresa de la aerolínea.Después del accidente, varios pilotos de alto nivel abandonaron la empresa de la aerolínea debido al peculiar estilo de gestión de Stenger.

## Causa
La investigación de la Junta Nacional de Seguridad en el Transporte (NTSB) reveló que la causa probable del accidente fue que, por razones desconocidas, la tripulación no detuvo el descenso de la aeronave a la altitud mínima de descenso para la aproximación de no precisión sin el entorno de la pista de aterrizaje a la vista.
Aunque la NTSB no pudo determinar de manera concluyente las razones de la desviación de la tripulación de vuelo de los procedimientos estándar de la aproximación instrumental, los investigadores creen que las presiones excesivas por parte de Downeast Airlines, la escasa competencia instrumental del primer oficial, la supervisión inadecuada del vuelo por parte del capitán, la capacitación y los procedimientos inadecuados de la tripulación y el cansancio crónico del capitán fueron factores que contribuyeron en el accidente del vuelo 46 de Downeast Airlines.